# خرگوش بی‌دم ایلی
خرگوش بی‌دم ایلی (نام علمی: Ochotona iliensis) نام یک گونه از سرده خرگوش بی‌دم است.